# Craterul Wolfe Creek

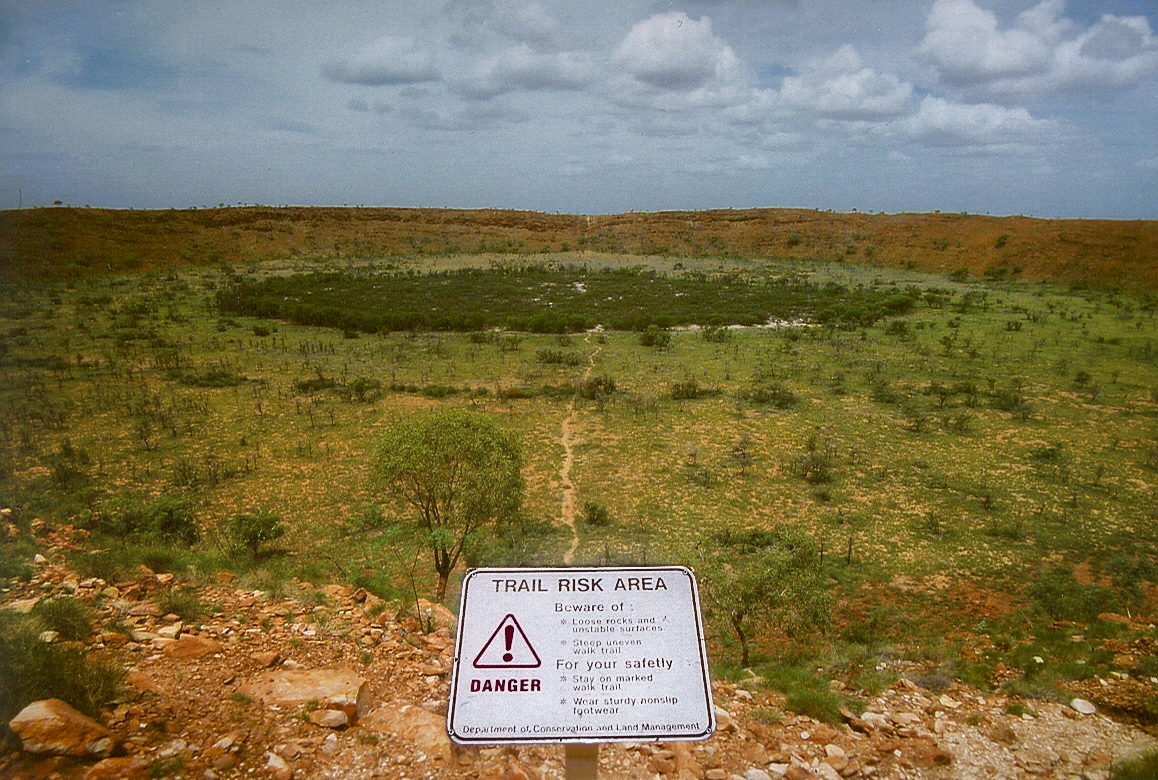
Craterul Wolfe Creek.

Wolfe Creek Crater sau Wolf Creek Crater este un crater de impact meteoritic în Australia de Vest.

## Date generale
Acesta are un diametru de 875 metri și are vârsta estimată la mai puțin de 300.000 de ani (Pleistocen). Masa meteoritului care l-a format este estimată la 50.000 tone. Un număr mic de meteoriți din fier au fost găsiți în imediata apropiere a craterului, precum și obiecte rotunjite din oxid de fier, unele cântărind mai mult de 250 kg.
Acesta a fost adus în atenția științei după ce a fost reperat in timpul unui studiu aerian în 1947, a fost investigat pe teren două luni mai târziu, și raportat în publicații în 1949.

## În cultura populară
Filmul din 2005 Traseul morții (Wolf Creek) descrie un criminal în serie (interpretat de John Jarratt) care ucide turiști (de obicei non-australieni) în zona craterului Wolf Creek. Povești asemănătoare apar în continuările acestui film: Wolf Creek 2 (2013) și serialul Wolf Creek.